# Episimus kimballi
Episimus kimballi is een vlinder uit de familie van de bladrollers (Tortricidae). De wetenschappelijke naam van de soort is voor het eerst gepubliceerd in 1994 door John B. Heppner.
De soort komt voor in Florida.